# Banská Bystrica (distrito)
Banská Bystrica (em eslovaco:  okres Banská Bystrica;, em húngaro:  Besztercebányai járás) é um distrito da Eslováquia, situado na região de mesmo nome.
O distrito estava integrado no antigo Condado de Zvolen, pertencente ao Reino da Hungria.
A cidade de Banská Bystrica, capital do distrito, é o centro histórico, cultural e económico mais importante da Eslováquia.

## Demografia
| Ano:        | 1994    | 2004    | 2014    | 2024    |
| ----------- | ------- | ------- | ------- | ------- |
| Broj ljudi: | 112 520 | 111 419 | 111 018 | 106 604 |
| Razlika:    |         | -0,97%  | -0,35%  | -3,97%  |

| Ano:               | 2023    | 2024    |
| ------------------ | ------- | ------- |
| Número de pessoas: | 107 199 | 106 604 |
| Diferença:         |         | -0,55%  |

## Cidades e Municípios
Cidade:
- Banská Bystrica (capital)

Municípios:
| - Badín - Baláže - Brusno - Čerín - Dolná Mičiná - Dolný Harmanec - Donovaly - Dúbravica - Harmanec - Hiadeľ | - Horná Mičiná - Horné Pršany - Hrochoť - Hronsek - Kordíky - Králiky - Kynceľová - Lučatín - Ľubietová - Malachov | - Medzibrod - Moštenica - Motyčky - Môlča - Nemce - Oravce - Podkonice - Pohronský Bukovec - Poniky - Povrazník | - Priechod - Riečka - Sebedín-Bečov - Selce - Slovenská Ľupča - Staré Hory - Strelníky - Špania Dolina - Tajov - Turecká - Vlkanová |